# Chayanne
Chayanne, pseudonimo di Elmer Figueroa Arce (Río Piedras, 28 giugno 1968), è un cantante, attore e ballerino portoricano.
È uno degli artisti più conosciuti in America Latina, con oltre 50 milioni di copie di album vendute nel mondo. Il suo pseudonimo deriva da una serie televisiva western, Cheyenne (interpretata da Clint Walker ed in onda dal 1955 al 1963), che sua madre era solita guardare.

## Biografia

### Origini
Nato a Río Piedras in Porto Rico il 28 giugno 1968, si trasferisce da bambino con la famiglia a San Lorenzo.
Alla fine degli anni settanta, prova a fare un'audizione per entrare nel gruppo musicale Menudo ma viene scartato perché troppo giovane. Nel 1978 viene però scelto per far parte dei Los Chicos, gruppo rivale dei Menudo, con i quali incide numerosi singoli di successo e riesce ad acquistare una buona fama nell'America Latina.

### Carriera solista

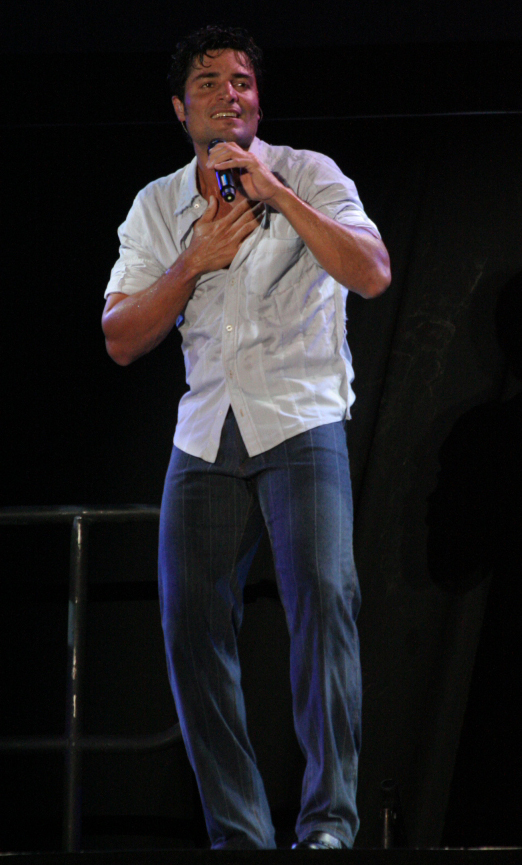
Chayanne in concerto.

Nel 1984, dopo dello scioglimento dei Los Chicos, Chayanne intraprende la carriera solista, firmando un contratto con la RCA Ariola e pubblicando il suo primo album, Chayanne es mi Nombre, in quello stesso anno. Con questo album riscuote un modesto successo, e ne pubblica un secondo nel 1986, Sangre Latina. Nel 1988 cambia etichetta e firma un contratto con la Sony Music realizzando il suo terzo eponimo album, Chayanne, che viene promosso da singoli di successo come Tu pirata soy yo, Fuiste un trozo de hielo en la escarcha e Este ritmo se baila así. In quello stesso anno diventa testimonial dell'azienda Pepsi. Il quarto album è dell'anno successivo, 1989, e si intitola Chayanne, esattamente come il precedente. Contiene hit come Fiesta en América, per la quale ha ricevuto la nomination a un Grammy, e la ballatta Peligro de amor.
Nel 1990 produce invece l'album che i suoi fans considerano il migliore: Tiempo de vals, anch'esso contenente hit come Completamente enamorados (tra gli autori della quale spicca anche il nome di Eros Ramazzotti) e Daría cualquier cosa. Questo lavoro viene seguito nel 1992 da Provocame, che contiene una cover del brano erotico Je t'aime... moi non plus di Serge Gainsbourg, rintitolata Exxtasis, cantata in duo con Natalie. Nel 1994 arriva Influencias, un album-omaggio alle sue influenze musicali, e nel 1996 Volver a nacer.
Nel 1998 riceve un'altra nomination ai Grammy Awards per l'album Atado a tu amor, e in seguito continua a mietere successi con altri nuovi album e vecchie raccolte. Nel 1999 duetta con Anna Oxa in Camminando camminando con la quale partecipa al Festivalbar 1999. Nel 2000 pubblica il nuovo album Simplemente il cui primo singolo estratto è Boom boom, con cui in estate prende parte al Festivalbar. Nel 2005 gira in tour con il messicano Alejandro Fernández e il portoricano Marc Anthony.
Nell'aprile del 2007 pubblica il suo tredicesimo album, Mi tiempo, che debutta alla posizione numero 2 della Top Latin Album chart vendendo 17 000 copie nella sua prima settimana. Il primo singolo estratto, Si nos quedará poco tiempo raggiunge la vetta della classifica Hot Latin Tracks. Nell'ottobre del 2007 inizia un tour in America Latina. In Argentina deve però sospendere alcuni concerti perché si ammala, ma il 28 ottobre 2007, in Uruguay, tiene un concerto riempiendo lo stadio più grande della capitale.

### Carriera da attore
Negli anni ottanta Chayanne recita in varie soap opera ed è co-protagonista della serie Generaciones accanto a Luis Antonio Rivera.
Nel 1994 interpreta se stesso nella telenovela Volver a empezar, quindi prende parte alla soap opera Provócame. Nel 1998 partecipa poi a un film in inglese, Dance with me e appare nella serie televisiva Ally McBeal.
Nel 2008 è protagonista della miniserie Gabriel, prodotta dalla tv ispanica di Miami MegaTv. È la prima miniserie in alta definizione girata da una tv ispanica degli Stati Uniti d'America e la più costosa della storia della televisione statunitense di lingua spagnola, mentre Chayanne risulta l'artista più pagato del 2008 della tv ispanica. Nella serie interpreta un malinconico vampiro di 300 anni, Gabriel, coinvolto in storie d'amore, giustizia e vendetta tra il presente e l'epoca coloniale. La serie è stata girata a Miami, Venezia e San Juan. Appare anche nella seconda stagione della telenovela Los únicos (2012).

### Vita privata
È sposato con Marilisa (che partecipò a Miss Venezuela 1988) e ha due figli, Lorenzo Figueroa (nato nell'agosto del 1997) e Isadora Sofia Figueroa (nata nel dicembre del 2000).

## Filmografia

### Cinema
- Dance with Me, regia di Randa Haines (1998)

### Televisione
- Ally McBeal - serie TV, 2 episodi (2001)
- Los únicos - serie TV (2011)

## Discografia parziale

### Album
- 1984 - Es mi nombre
- 1986 - Sangre latina
- 1987 - Chayanne
- 1988 - Chayanne
- 1990 - Tiempo de vals
- 1992 - Provócame
- 1994 - Influencias
- 1996 - Volver a nacer
- 1998 - Atado a tu amor
- 2000 - Simplemente
- 2003 - Sincero
- 2005 - Cautivo
- 2007 - Mi tiempo
- 2010 - No hay imposibles
- 2014 - En todo estaré

### Raccolte
- 2002 - Grandes éxitos
- 2005 - Desde siempre

### Dal Vivo
- 2008 - Vivo
- 2012 - A solas con Chayanne

### Singoli
- 1999 - Camminando camminando (con Anna Oxa)
- 2011 - Amorcito Corazon

## Doppiatori italiani
Nelle versioni in italiano delle opere in cui ha recitato, Chayanne è stato doppiato da:
- Riccardo Niseem Onorato in Dance With Me
- Claudio Colombo in Ally McBeal